# هالدن
هالدن (به لاتین: Halden) یک شهرک و شهرداری در نروژ است، که در استان اوستفولد واقع است. هالدن در فاصله سال‌های ۱۶۶۵ تا ۱۹۲۸ میلادی، فردریکسهالد نام داشته‌است.

## خصوصیات
هالدن ۶۴۲ کیلومترمربع مساحت و ۲۹٬۲۲۰ نفر جمعیت دارد.